# Sanborn (Wisconsin)
Sanborn – miasto w Stanach Zjednoczonych, w stanie Wisconsin, w hrabstwie Ashland.